# Les Ilhes
Les Ilhes é uma comuna francesa na região administrativa de Occitânia, no departamento de Aude. Estende-se por uma área de 4,16 km². Em 2010 a comuna tinha 54 habitantes (densidade: 13 hab./km²).